# Cuadernal

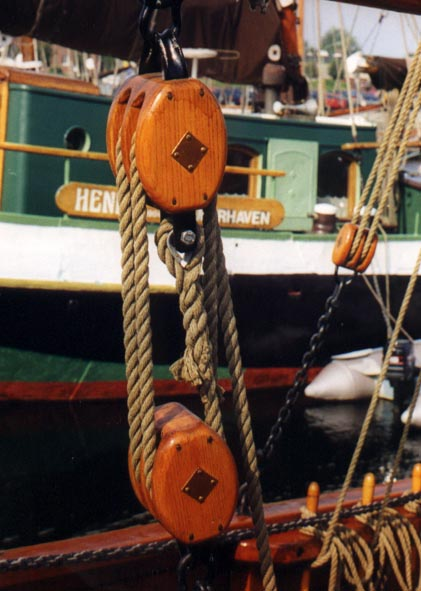
Cuadernales del aparejo de un velero en el puerto de Rostock

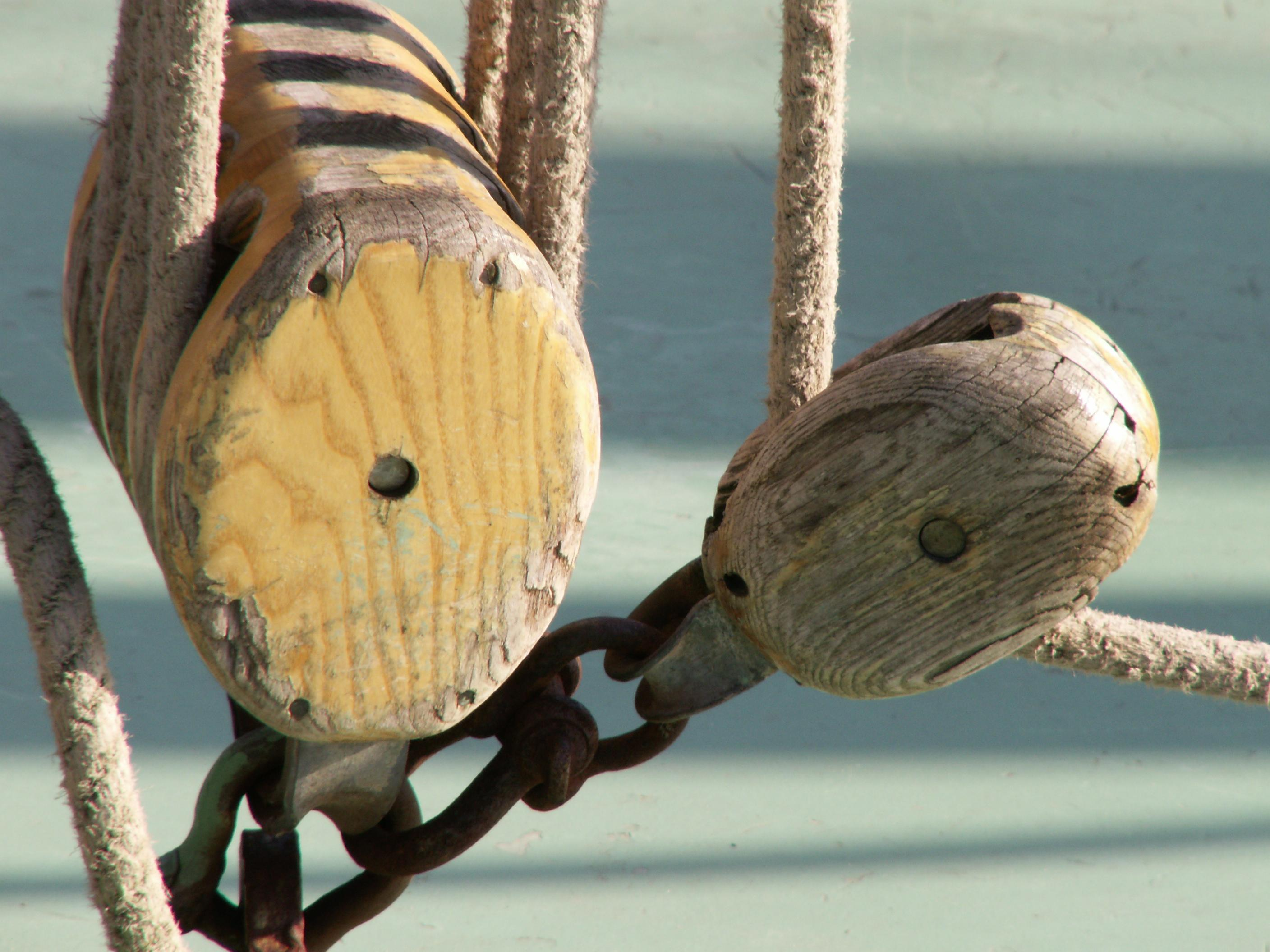
Cuadernales tradicionales hechos de madera (a la izquierda, cuadernal de varios discos de un aparejo)

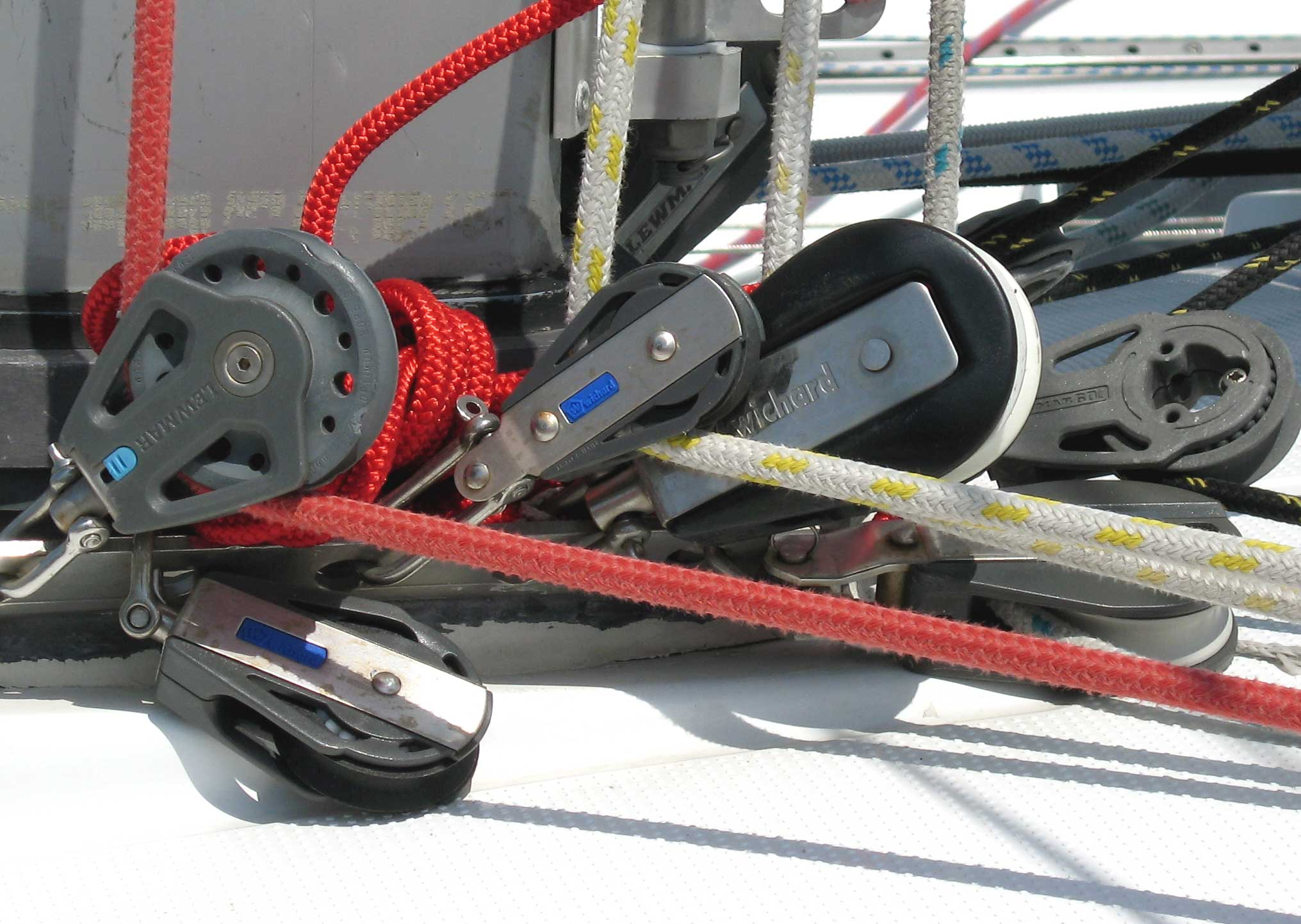
Cuadernales modernos de diferentes materiales y tamaños al pie del mástil de un velero, utilizados para orientar las velas

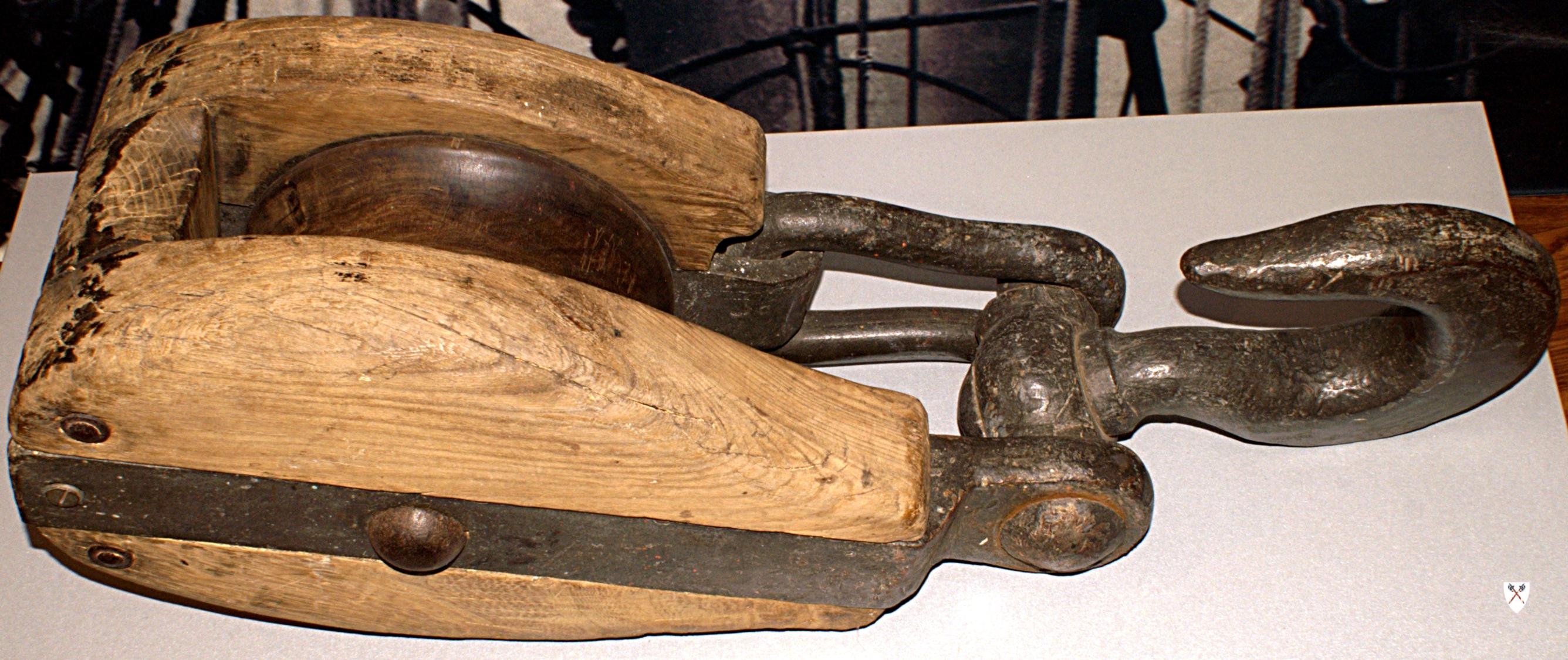
Cuadernal de de madera con roldana y gancho de hierro utilizado para izar cargas

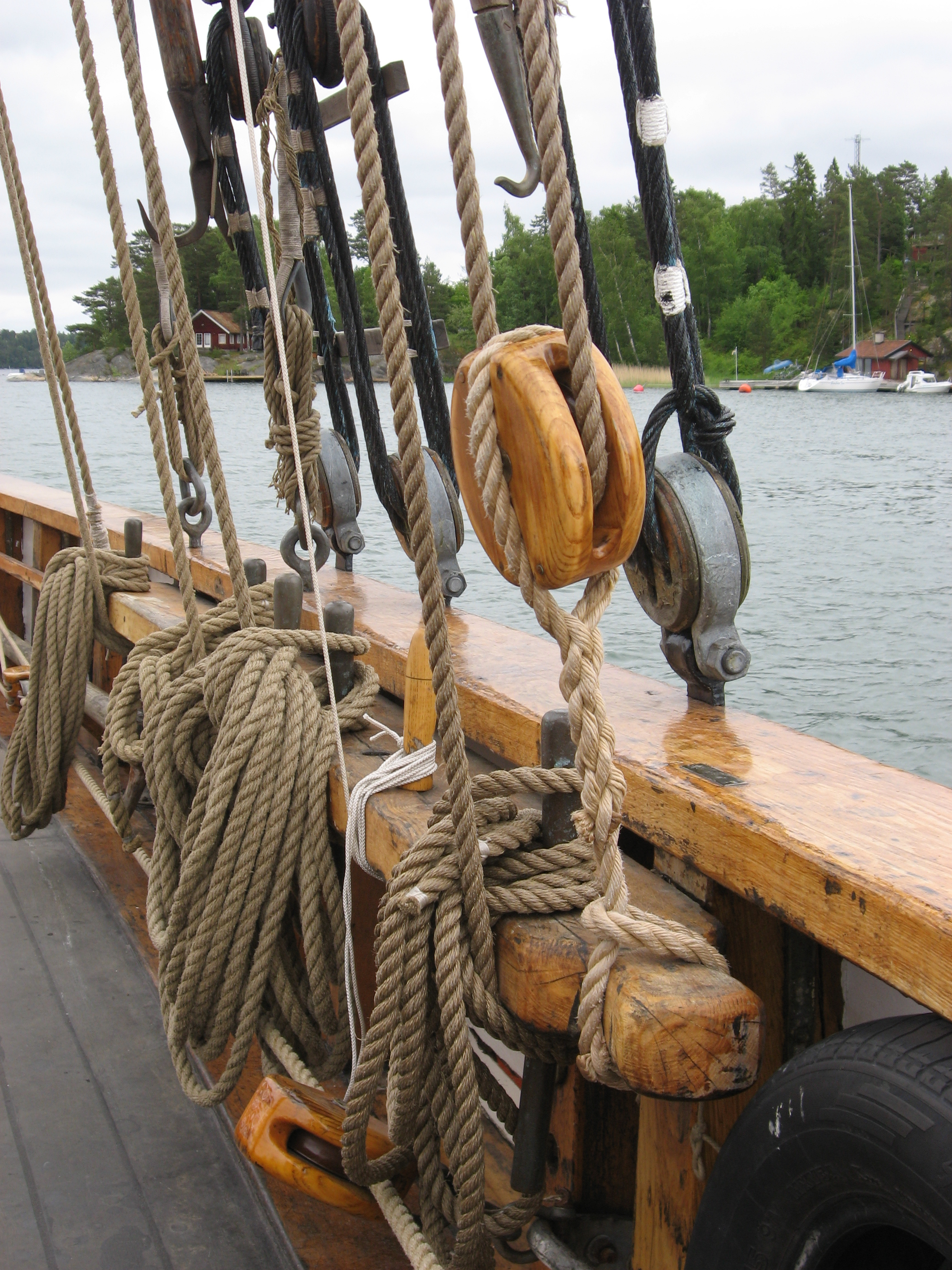
Cuadernal de polea simple

En náutica, el cuadernal es un dispositivo constituido por un bloque de madera de sección en general elíptica y bases algo bombeadas que tiene ranuras labradas que lo atraviesan, en las que hay unos pernos (ejes independientes) sobre los que giran una o más roldanas, alrededor de las cuales pasan cabos (cuerdas). La combinación de cuadernales con los cabos que los enlazan sirve para formar polipastos, con el fin de multiplicar la fuerza aplicada. Básicamente, es un armazón de madera compacto en el que se insertan una o varias poleas, utilizado con distintos cometidos en las antiguas embarcaciones de navegación a vela.(fr. Poulie; ing. Block; it. Bozzello, Taglia). Un gran velero de mediados del siglo XIX podía contener hasta 1400 cuadernales de distintos tipos.

## Etimología
El término cuadernal deriva de la palabra "cuaderno", debido a la disposición en paralelo de las poleas que integran el dispositivo.
Otra explicación distinta es que el nombre proviene de que los aparatos de este género empleados antiguamente para arbolar los palos machos de los barcos de vela, eran de sección cuadrada o rectangular.
Al cuadernal de un único ojo se le llama motón.

## Descripción

### Partes
| Español         | Español                 | Español                | Inglés                    | Descripción |
| Parte           | División                | Subdivisión            |                           | Descripción |
| --------------- | ----------------------- | ---------------------- | ------------------------- | --- |
| Cuerpo (Caja)   |                         |                        | Shell                     | Es el bloque de madera (roble, encina y a veces de nogal o caoba). |
| Cuerpo (Caja)   | Culo                    |                        | Crown                     | Es la parte superior del cuerpo, donde esta la costura de la gaza. |
| Cuerpo (Caja)   | Coz                     |                        | Tail                      | Es la parte inferior del cuerpo. Es achatada. |
| Cuerpo (Caja)   | Caras                   |                        | Faces                     | Son las partes frontal y trasera del cuerpo. |
| Cuerpo (Caja)   | Quijadas                |                        | Cheeks                    | Son las partes laterales del cuerpo. |
| Cuerpo (Caja)   | Cajeras (Ojos)          |                        | Swallows                  | Son las ranuras en las caras por las que asoman las roldanas. |
| Cuerpo (Caja)   | Surco                   |                        | Score                     | Es el surco leve: 1. En las quijadas desde la coz hasta el culo, por la que pasa la gaza (Cuadernal de gaza), o 2. En los muñones de los extremos de las quijadas para sujetar el cuadernal (Cuadernal de polea). |
| Arraigo         |                         |                        | Becket                    | |
| Pasador (Perno) |                         |                        | Pin                       | Es el eje de la roldana. Cruza de quijada a quijada. |
| Roldanas        |                         |                        | Sheaves                   | |
| Roldanas        | Agujero para el pasador |                        | Hole for pin              | |
| Roldanas        | Dado de latón           |                        | Coak                      | Es el buje de latón, concéntrico interiormente y remachado en la roldana. |
| Roldanas        | Plato de latón          |                        | Brass plate               | |
| Roldanas        | Plato de latón          | Salientes              | Points                    | |
| Roldanas        |                         | Agujeros para remaches | Holes for rivets          | |
| Roldanas        |                         | Remaches               | Rivets                    | |
| Roldanas        | Rodillo patentado       |                        | Patent roller             | Si tiene, el cuadernal se llama Cuadernal de patente. |
| Roldanas        | Rodillo patentado       | Plato de latón         | Brass plate               | |
| Roldanas        | Rodillo patentado       | Rodillo de latón       | Brass roller              | |
| Roldanas        | Garganta (Llanta)       |                        | Hollow for reeve the rope | Es la acanaladura de la roldana por la que pasa el cabo (cuerda). |

Los cuadernales se emplean en los aparejos y para ello hay que engazarlos. La gaza puede llevar un guardacabo, una rabiza, un manzanillo, o una boca de cangrejo.
| Español  | Español                             | Inglés                   |
| Material | Roldana                             | Sheave                   |
| -------- | ----------------------------------- | ------------------------ |
| Guayacán |                                     | Lignum Vitae             |
| Guayacán | de Dado de bronce                   | Coaked                   |
| Guayacán | de Dado de bronce como en la Marina | Coaked as in the Navy    |
| Guayacán | de Plato de bronce y tablita        | Planked and Plated       |
| Guayacán | de Plato de bronce con salientes    | Brass Plated with points |
| Latón    |                                     | Brass                    |
| Hierro   |                                     | Iron                     |
| Hierro   | Palmeada                            | web                      |

No es conveniente emplear en la motonería alta del aparejo de un barco de vela, cuadernales de roldanas de hierro, pues aumenta el peso alto del aparejo, y como consecuencia, la fatiga que en los balances y cabezadas, sufren los palos y jarcias muertas que los aguantan.

## Imágenes
|  |  |  |  |

|  |  |  |  |

## Clasificación
Se clasifican por el número de ojos que tiene: Cuadernal de un, dos, tres o cuatro ojo(s). 
Se clasifican también por su mena, es decir, el diámetro del cabo (cuerda) que pueden manejar. 

## Tipos
| Español                | Español            | Inglés | Descripción |
| Tipo                   | Cuadernal          | Block | Descripción |
| ---------------------- | ------------------ | --- | --- |
| Fijo                   |                    | | |

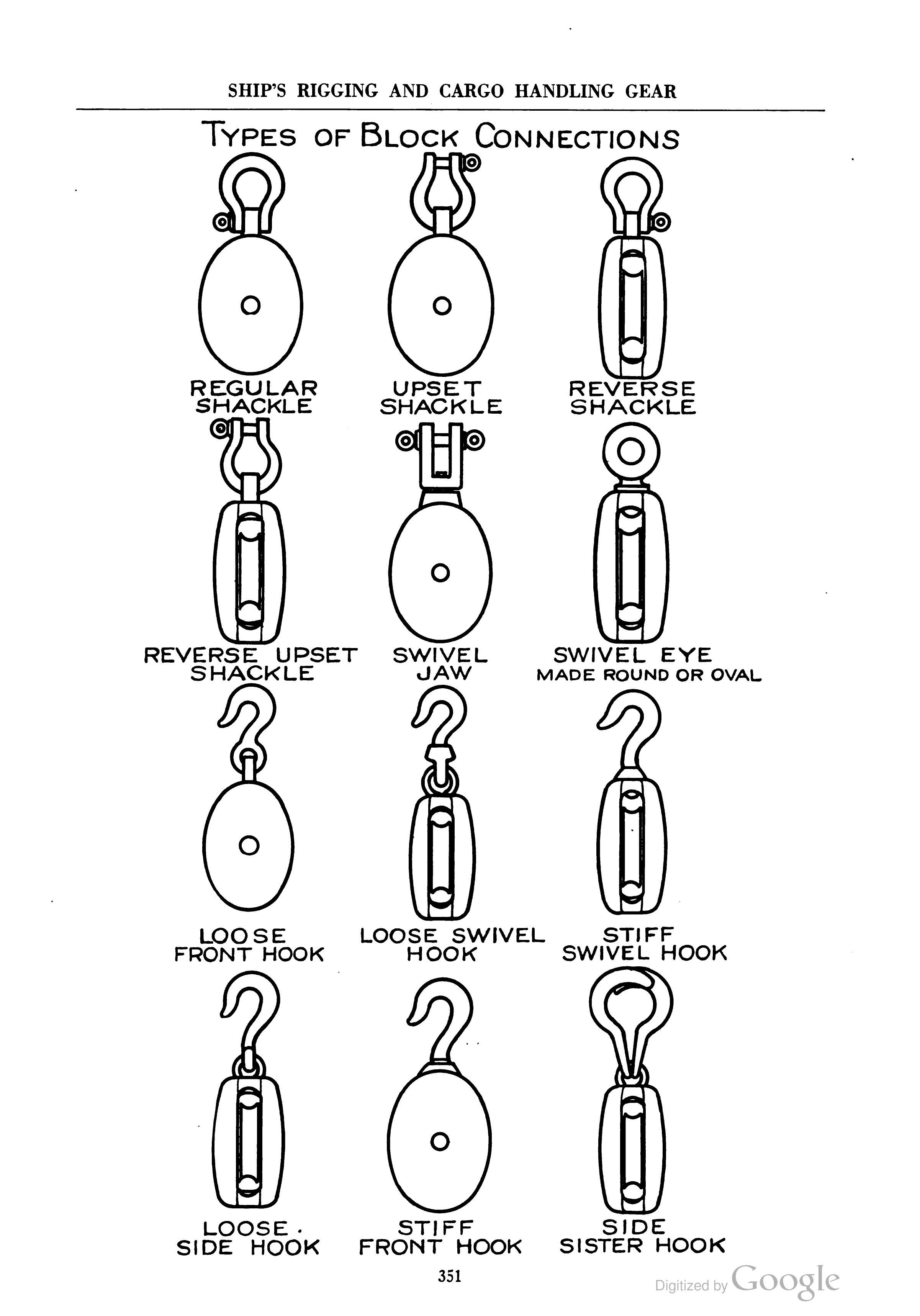
Varios tipos diferentes de conexiones de bloque que se usan en barcos de vela, incluido el grillete normal, el grillete recalcado, el grillete invertido, el grillete recalcado invertido, la mordaza giratoria, el ojo giratorio redondo u ovalado, el gancho delantero suelto, el gancho giratorio suelto, el gancho giratorio rígido, el gancho giratorio suelto gancho lateral, gancho frontal rígido y gancho hermano lateral

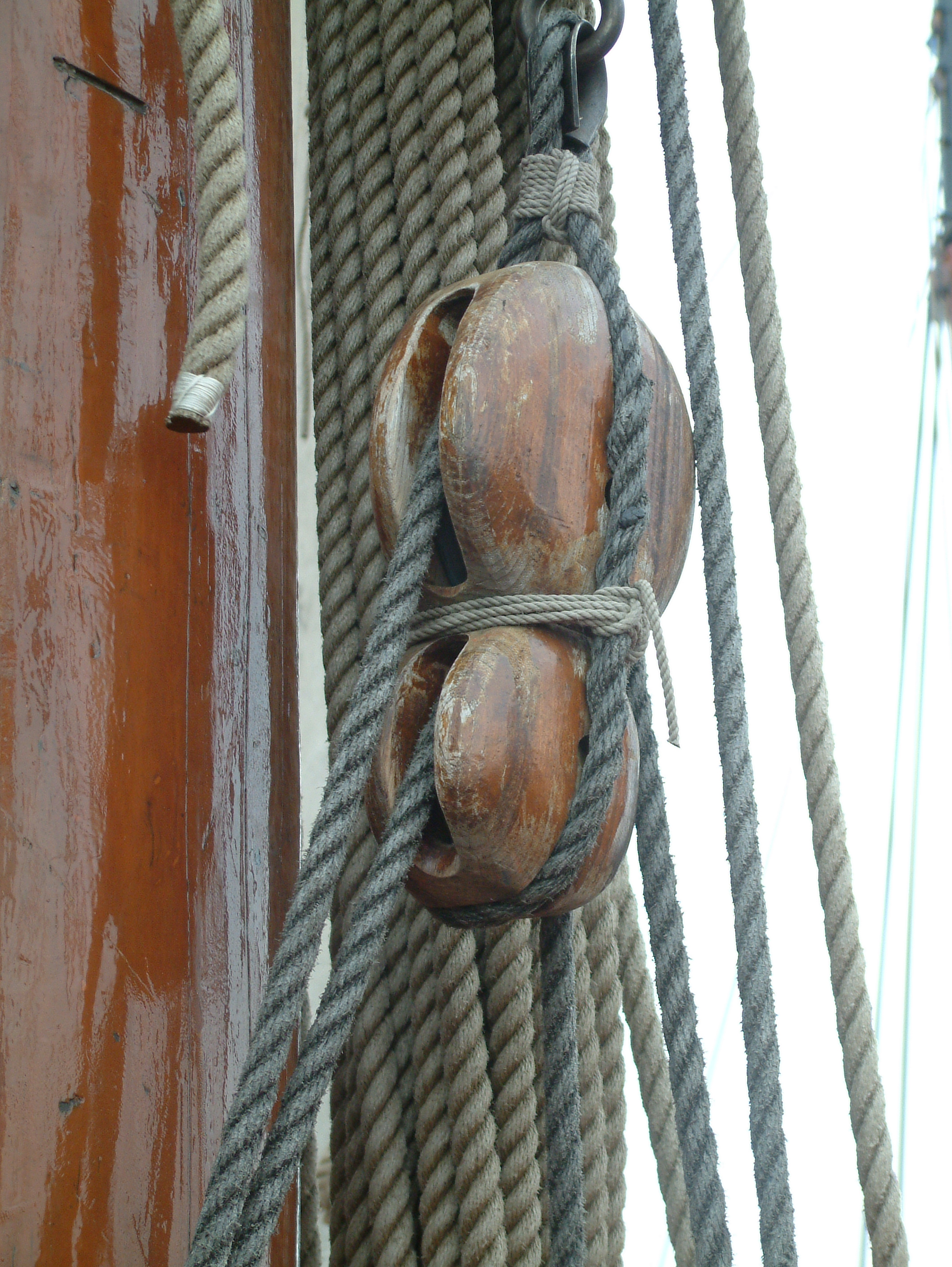
Cuadernal de toma largo

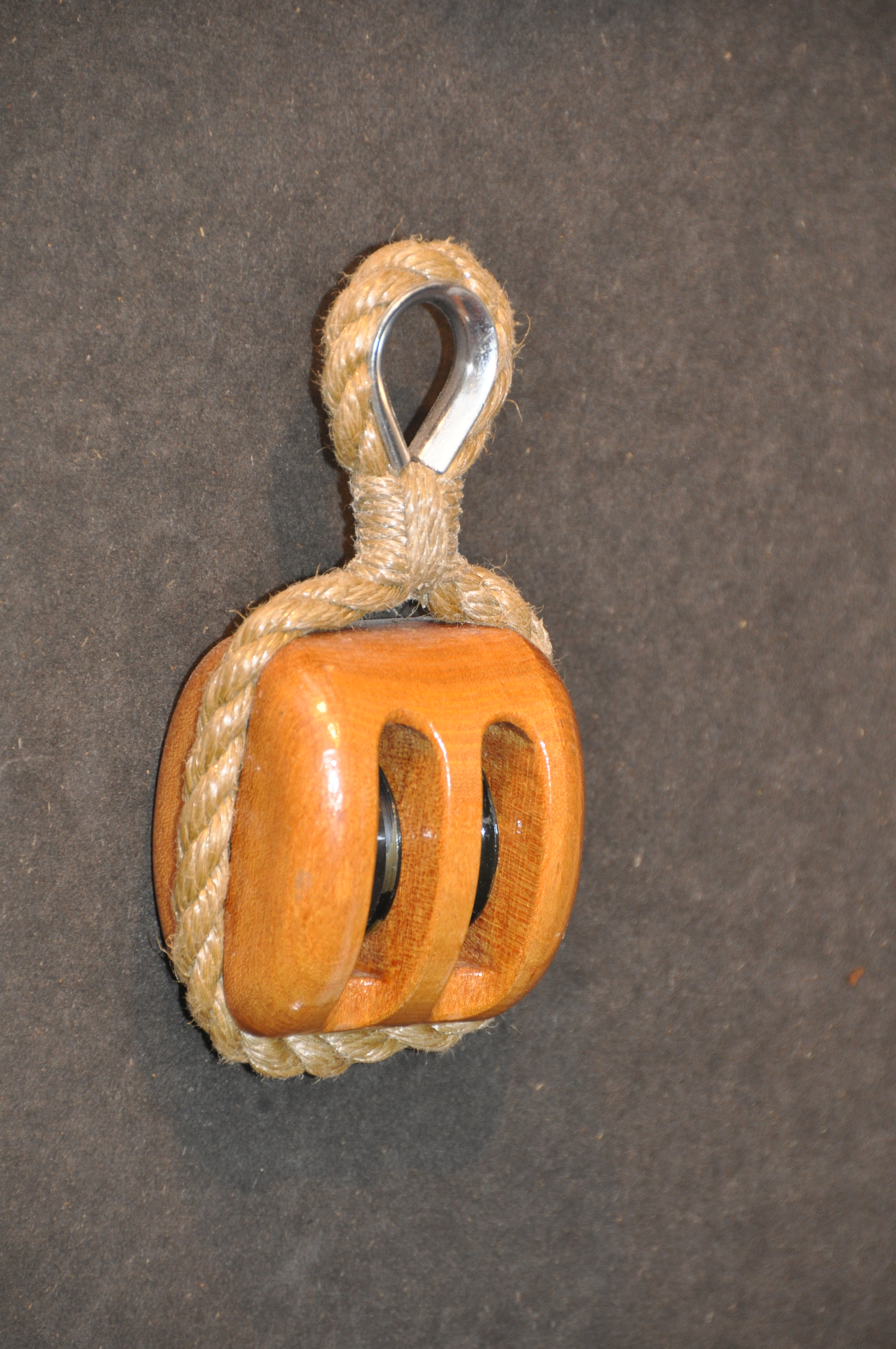
Cuadernal de dos poleas, fijado a una eslinga simple con un ojo y un dedal

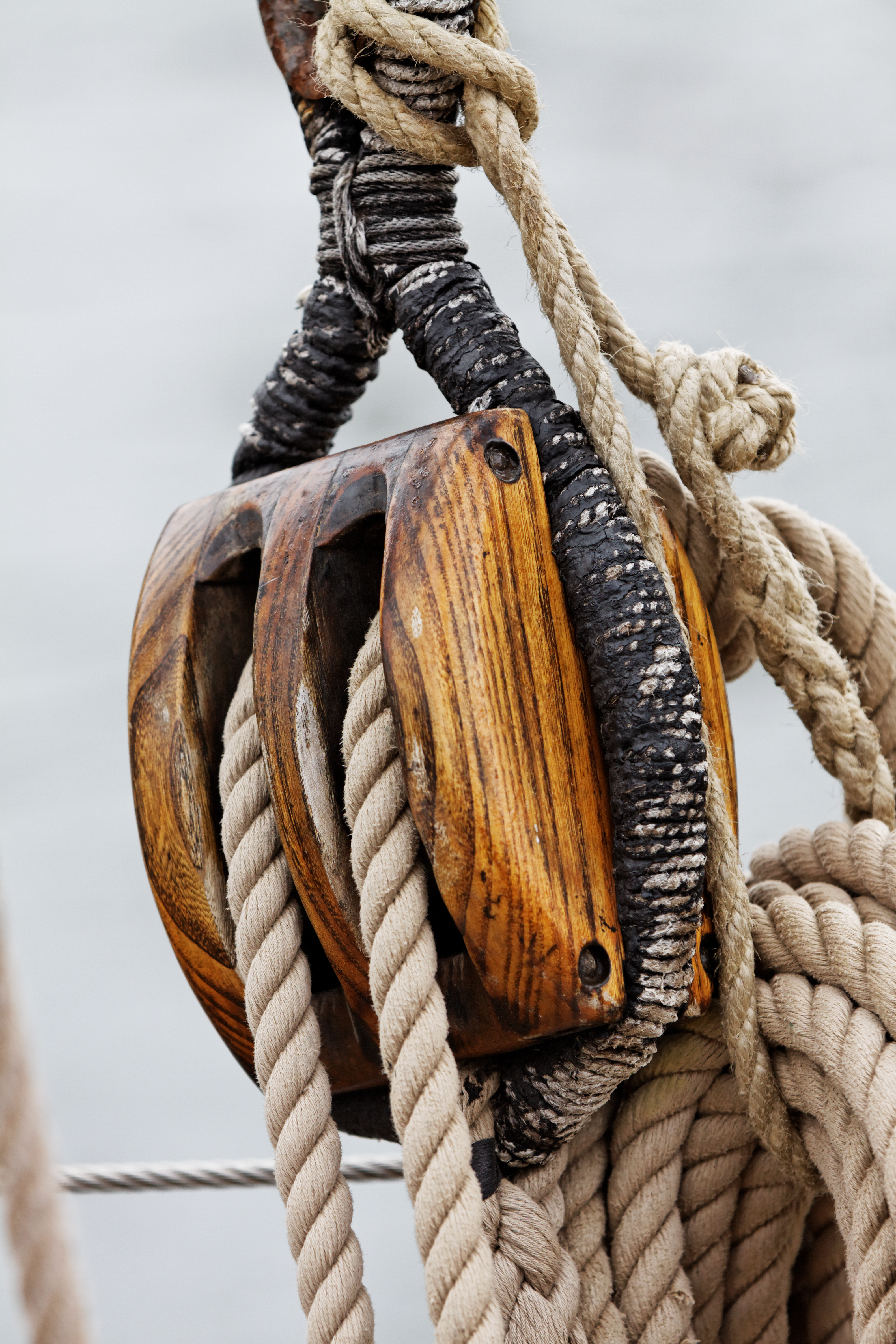
Cuadernal de dos poleas

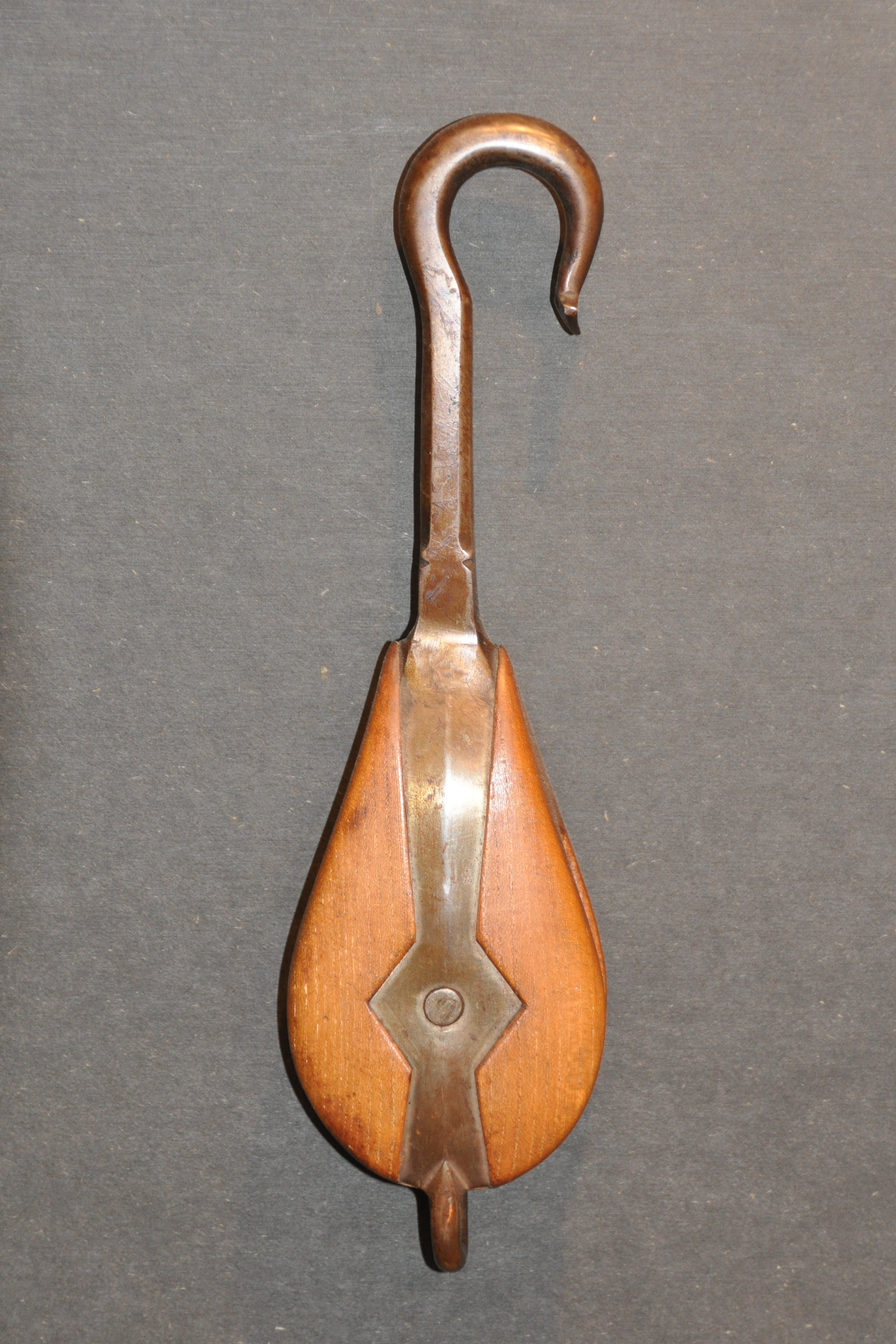
Cuadernal con refuerzos de forja metálica y gancho

| de mono                | Monkey             | - Tiene dos brazos curvos de madera o metal, unidos al cuerpo , que casan sobre la superficie curva a la cual va a estar sujeto, para ello tienen unos agujeros en los que pasan clavos hasta penetrar la superficie. La unión entre cuerpo y brazos puede ser: 1. Fija 2. Giratoria (con acople rotatorio) | |
|                        | Cheek              | - Tiene 2 roldanas con pasadores paralelos. - Solo tiene una quijada, la superficie a la cual se une toma la función de la otra quijada. La separación entre quijada y superficie se mantiene por 3 divisiones: una entre las dos roldanas y las otras en cada extremo (coz y culo), el cuerpo forma así una "E". A la superficie se une por caja y espiga. | |
|                        | Rack               | | |
| de Propao              | Ninepin            | - Son varios motones de pasadores colineales, que tienen muñones en sus coces y culos , los cuales casan en agujeros colineales de dos reglas paralelas mantenidas a distancia por elementos perpendiculares en sus extremos (formando un cuadro). | |
| Movible                |                    | | |
| Capuchino (de Quijada) | Warping            | - No tiene culo (parte superior). Las quijadas y coz están fuertemente unidas por 3 tornillos y sus tuercas. - La quijada inferior es más grande (para colocarla sobre superficie), la parte que sobrepasa a la otra quijada tiene un agujero (sirve para sujetarla con una gaza de cuero a algo fijo). - La quijada superior tiene el borde interno, después de la roldana, con una capa de hierro atornillada. - El pasador es abocinado en el extremo bajo (quijada inferior) y en el extremo alto (quijada superior) tiene un codo y manija de madera remachada. - Su forma sirve para introducir el cabo (cuerda) como la pasteca , luego para tensarlo se enrolla rotando la manija. - Es usado por los fabricantes de hilo, para extender el hilo en lances que se alquitranan. | |
| de Cosidura            |                    | | |
| de moño                |                    | | |
| de Gaza                |                    | Strap | - Tiene un cabo (cuerda) formando una gaza (bucle) alrededor del cuerpo con el cual se sujeta. |
| de Gaza                | de Ojal            | Strap Grommet | |
| de Gaza                | Común              | Strap Common | |
| de Gaza                | Simple             | Strap Single | |
| de Gaza                | Doble              | Strap Double | |
| de Gaza                | de dos Simples     | Strap Two single | |
| de Gaza                | de rabiza          | Tail | Tiene una rabiza (pedazo de cuerda) para amarrarlo. |
| de Gaza                | de amante          | Strap Pendant | Tiene un cabo (cuerda) con una gaza en su extremo para colgarlo. |
| de Gaza                | Canasta            | Strap bound | - Las quijadas tienen su perfil curvado y progresivamente más grueso desde la coz (parte inferior) hasta abajo del agujero del pasador respectivo, luego se hace horizontal (parece canasta). Cada perfil de quijada tiene un agujero vertical por los que pasa la gaza. - Sirve para mantener la coz hacia abajo por el peso del perfil de la quijada. |
| de Gaza                | de hombro          | Shoulder | - Tiene una pequeña cuña (hombro ) en la coz abajo de la cajera , que apunta hacia afuera. - Sirve para que el cabo (cuerda) no se enrede. |
| de Gaza                |                    | Clump | - Comparado con uno estándar, tiene un diámetro menor y un espesor mayor. - Sirve para cuando hay poco espacio. |
| Herrado                |                    | Iron stropped | - Tiene una gaza (bucle) de cinta de metal alrededor del cuerpo, que sirve para sujetar ojal(es) o gancho(s): 1. Fijos o 2. Giratorios (con acople rotatorio). |
| Herrado                | Colgante (Cáncamo) | Hanging | - Tiene un ojal |
| Herrado                | de gancho          | Hook | - Tiene un gancho. |
| Herrado                | de gancho doble    | Double hook | - Tiene un gancho doble. |
| Herrado                | de grillete        | Tye | - Tiene 2 ojales paralelos por los que pasa un perno que se atornilla con una tuerca (a modo de grillete). |
| Herrado                | Pasteca            | Snatch | - Tiene un gancho. - El extremo de una de sus quijadas no llega hasta el culo (parte superior) creando una abertura que sirve para introducir el cabo (cuerda), luego un pasador de puerta (con gancho que casa en ojal) evita que el cabo (cuerda) se salga.                                                                                           |
| Herrado                | Secreto            | Secret | - Tiene poco espesor, sus cajeras son circulares con diámetro suficiente solo para que pase el cabo (cuerda). - Su cinta de metal (gaza) no pasa por la coz, va del agujero del pasador de una quijada al de la otra, pasando por el culo (parte superior). - Tiene un gancho.                                                                          |
| de Hierro              |                    | | - Tiene cuerpo de planchuela (lámina) de hierro. |
| de Hierro              | Catalina           | Gin | - Tiene un gancho. |
| de Polea               |                    | | - Son dos motones con los pasadores paralelos, unidos por la coz (parte inferior) de uno y el culo (parte superior) del otro, formando un "8". |
| de Polea               | de Briol           | Fiddle | - Tiene roldanas de diámetro diferente. - Las cajeras de ambos motones ven hacia la misma dirección. |

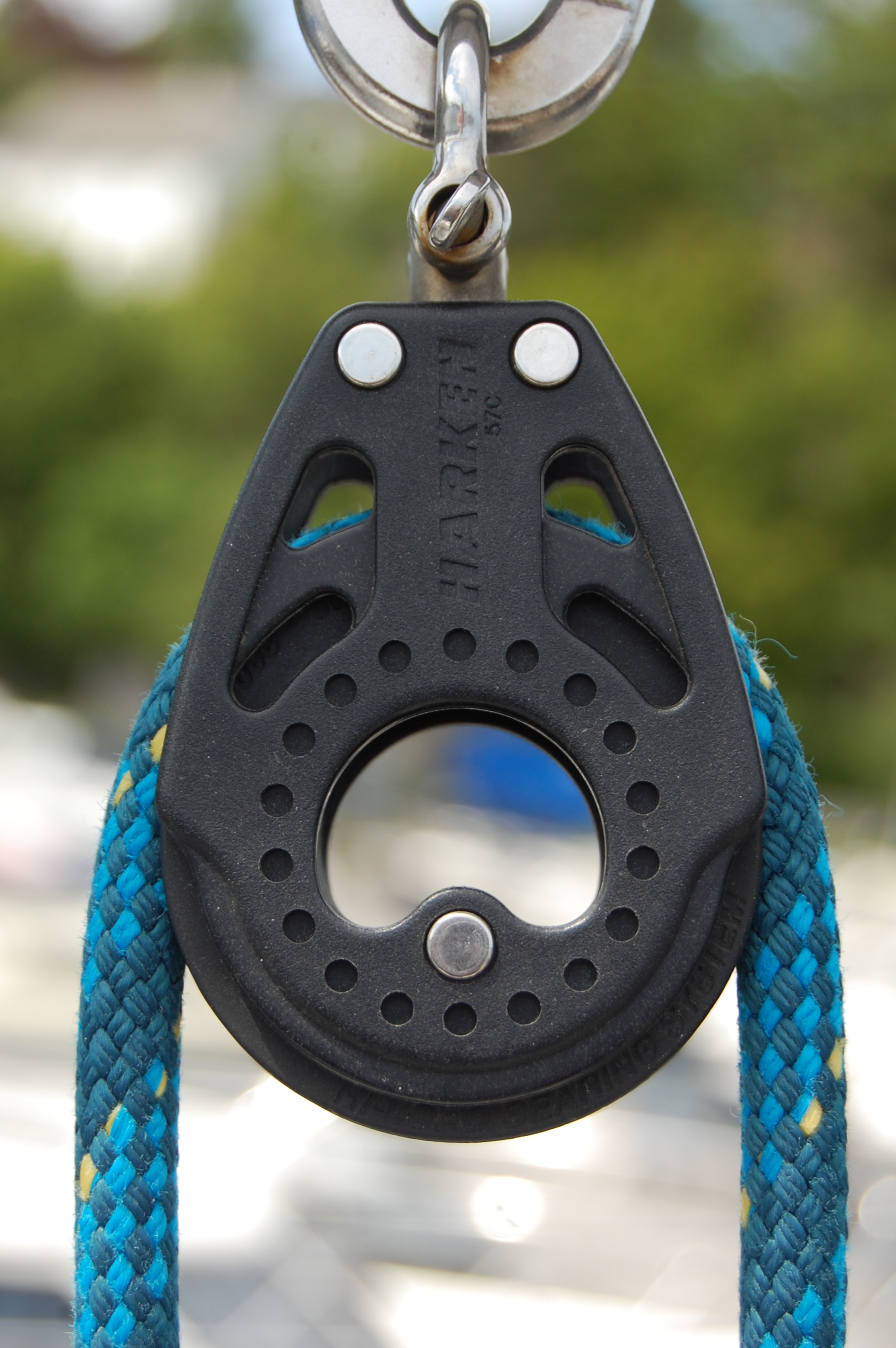
Cuadernal moderno hecho de acero inoxidable y plástico reforzado, con un rodamiento de bolas de Delrin (polioximetileno)

| de Polea               | de hermana         | Sister | - Tiene roldanas de diámetro igual. - Las cajeras de ambos motones ven hacia la misma dirección. - Se sujeta por 3 puntos que tienen ranuras: parte media (cuello entre los motones) y extremos. |
| de Polea               | de Mariposa        | Shoe | - Tiene roldanas de diámetro igual. - Las cajeras de ambos motones ven hacia la dirección opuesta (en los extremos libres). |

| Uso                                                                          | Español       | Inglés      | Descripción |
| Uso                                                                          | Cuadernal de  | Block       | Descripción |
| ---------------------------------------------------------------------------- | ------------- | ----------- | --- |
| Jarcia                                                                       | Driza         |             | el que sirve para laborear el aparejo del mismo nombre.                                                                                                   |
| Jarcia                                                                       | Paloma        | Jeer        | se utiliza para el laboreo de las ostagas, y van cosidos en firme en la cruz de una cualquiera de las verga de gavia.                                     |
| Jarcia                                                                       | Braza         |             | Envergado en el penol de la verga |
| Jarcia                                                                       | Escota        | Main sheet  | |
| Accesorio                                                                    | Campana       | Upper cargo | Es el que queda colgando de la tijera de una cabria |
| Accesorio                                                                    | Lower cargo   |             | |
| Accesorio                                                                    | Gaviete       | Fish        | |
| Accesorio                                                                    | la Gata       | Cat         | el que presta servicio en el aparejo del mismo nombre. |
| Accesorio                                                                    | Telégrafo     | Telegraph   | |
| Pesado                                                                       | los Reales    |             | el que se utiliza en los aparejos designados con este nombre.                                                                                             |
| Pesado                                                                       | Tumbar        |             | Cuando el aparejo real sirve para «dar de quilla» al buque, entonces los cuadernales que complementan aquel aparejo se llaman cuadernales de tumbar       |
| Pesado                                                                       | Botar al agua |             | el que entra en la formación de cualquiera de los aparejos empleados en la botadura de un barco, y de un tamaño proporcionado a las dimensiones de aquel. |
| (a) Como complemento a esta tabla véase Motón (Tipos de motones por su uso). |               |             | |

## Historia

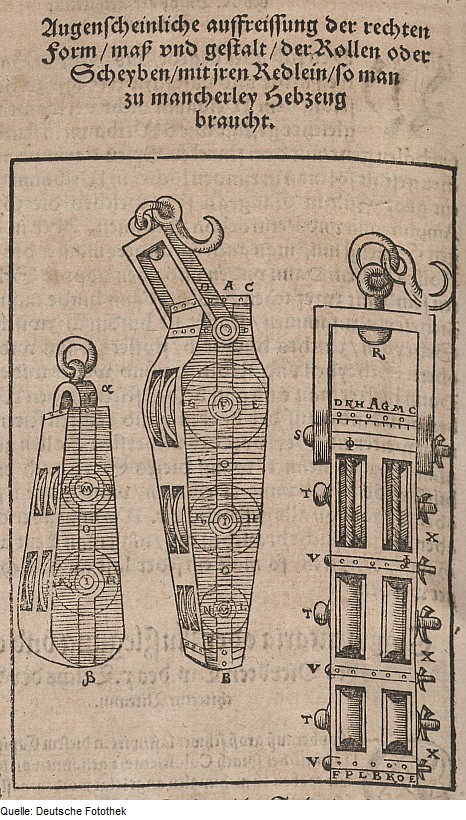
Imagen de un polipasto en la obra de Vitruvio De Architectura, en la edición de Walther Hermann Ryff

El origen del cuadernal está vinculado al conocimiento grecolatino del funcionamiento de los polipastos, cuyo dominio está documentado en los escritos de autores tan destacados como Arquímedes dentro del mundo griego y con posterioridad de Vitrubio en el mundo romano. Dado el carácter marinero de muchos de los pueblos helenos, es posible que el descubrimiento de las poleas múltiples se originara en el ámbito de la navegación a vela, y que posteriormente se aplicase al diseño de las grúas utilizadas para mover los pesados bloques utilizados en todo tipo de grandes construcciones.
Con distintas mejoras a lo largo de los siglos, el diseño de los aparejos utilizados para mover las velas de los navíos permaneció inalterable hasta bien entrado el siglo XIX, cuando la aparición de los buques de vapor supuso el prograsivo declive de la navegación a vela. El uso de cuadernales de madera presentaba la gran ventaja de su sencillez de reparación, ligereza, y resistencia a la corrosión en el agresivo ambiente marino, minimizando además los daños producidos indirectamente en los cabos en los buques de guerra durante los combates. Sin embargo, el desarrollo de aleaciones metálicas cada vez más resistentes a la oxidación, ha propiciado que en las marinas de guerra modernas, una vez sustituidos los barcos de vela por buques autopropulsados, se hayan reemplazado los cuadernales de los barcos por poleas de hierro con roldanas de bronce. Los diámetros de estas poleas en general son bastantes grandes, con el fin de manejar eficientemente los cables trenzados de alambre de acero que han reemplazado en muchos casos a los cabos de cáñamo.
Sin embargo, versiones modernizadas de los clásicos cuadernales de madera, construidos con otros materiales, siguen encontrado aplicaciones prácticas en diversos campos: 
- Elevación de cargas mediante puentes grúa.
- Formación de polipastos utilizados en embarcaciones de vela de recreo.
- Dispositivos de tensado de catenaria en algunos sistemas de alimentación eléctrica ferroviaria.
- En alpinismo, en particular con la técnica de crevasse.
- En trabajos de espeleología o durante la evacuación de víctimas en conductos subverticales como pozos.[8]
- En algunos casos, los veterinarios utilizan sistemas con cuadernales durante partos difíciles de yeguas o vacas.